# Coscinia bivittata
Coscinia bivittata là một loài bướm đêm thuộc phân họ Arctiinae, họ Erebidae.